# Ukrainska ortodoxa kyrkan (Moskvapatriarkatet)
Ukrainska ortodoxa kyrkan (ukrainska: Українська православна церква; kyrkslaviska: Ѹ҆краи́нскаѧ правосла́внаѧ цр҃ковь) är en autonom östlig ortodox kristen kyrka som tillhörde den Rysk-ortodoxa kyrkan från år 1990 tills den 27 maj 2022 då kyrkan deklarerade avgränsning på grund av Rysslands invasion av Ukraina. 
Ukrainska ortodoxa kyrkan är en av de slaviska ortodoxa kyrkorna och har nattvardsgemenskap med de flesta av världens östortodoxa kyrkor.

## Historik
Kyrkans förste metropolit Filaret Denysenko avsattes 1992 och bildade då sin egen kyrka, Kiev-patriarkatet. De båda kyrkorna har sedan dess legat i konflikt med varandra och gör båda anspråk på att vara den enda sanna ortodoxa kyrkan i Ukraina. 
Från 2014 leds Ukrainska ortodoxa kyrkan av metropoliten Onufrij. 
Den 27 maj 2022 hölls den Ukrainska ortodoxa kyrkans Heliga Synod (härefter kallad "Synoden") vid Panteleimonivskyiklostret i Feofania, Kiev, Ukraina. Synoden diskuterade frågor rörande kyrkligt liv under den ryska militära aggressionen mot Ukraina, fördömde kriget och uttryckte oenighet med Rysk-ortodoxa kyrkans patriark Kirill av Moskvas position angående kriget i landet. Som ett resultat infördes ändringar i stadga av den Ukrainska ortodoxa kyrkan, vilka vittnar om både administrativ självständighet enligt Tomos av Moskvapatriarken och hela Ryssland Aleksej den 27 oktober 1990, samt fullständig kanonisk självständighet för den ukrainska ortodoxa kyrkan och avgränsning från Moskvapatriarkatet. 

## Språk
Ukrainska ortodoxa kyrkan använder tillsammans med andra slaviska ortodoxa kyrkor det traditionella språket kyrkslaviska (Церковнославѧнскїй ѧ҆зы́къ; translitteration: Tserkovnoslavjanskij jazik) under sina liturgier och gudstjänster.
Kyrkslaviskan har sitt ursprung från fornkyrkoslaviskan som skapades av missionärerna Sankt Kyrillos och Sankt Methodios under 800-talet.
När det gäller ukrainska ortodoxa kyrkor som är belägna utanför Ukraina kan det lokala folkspråket också användas.

## Bilder

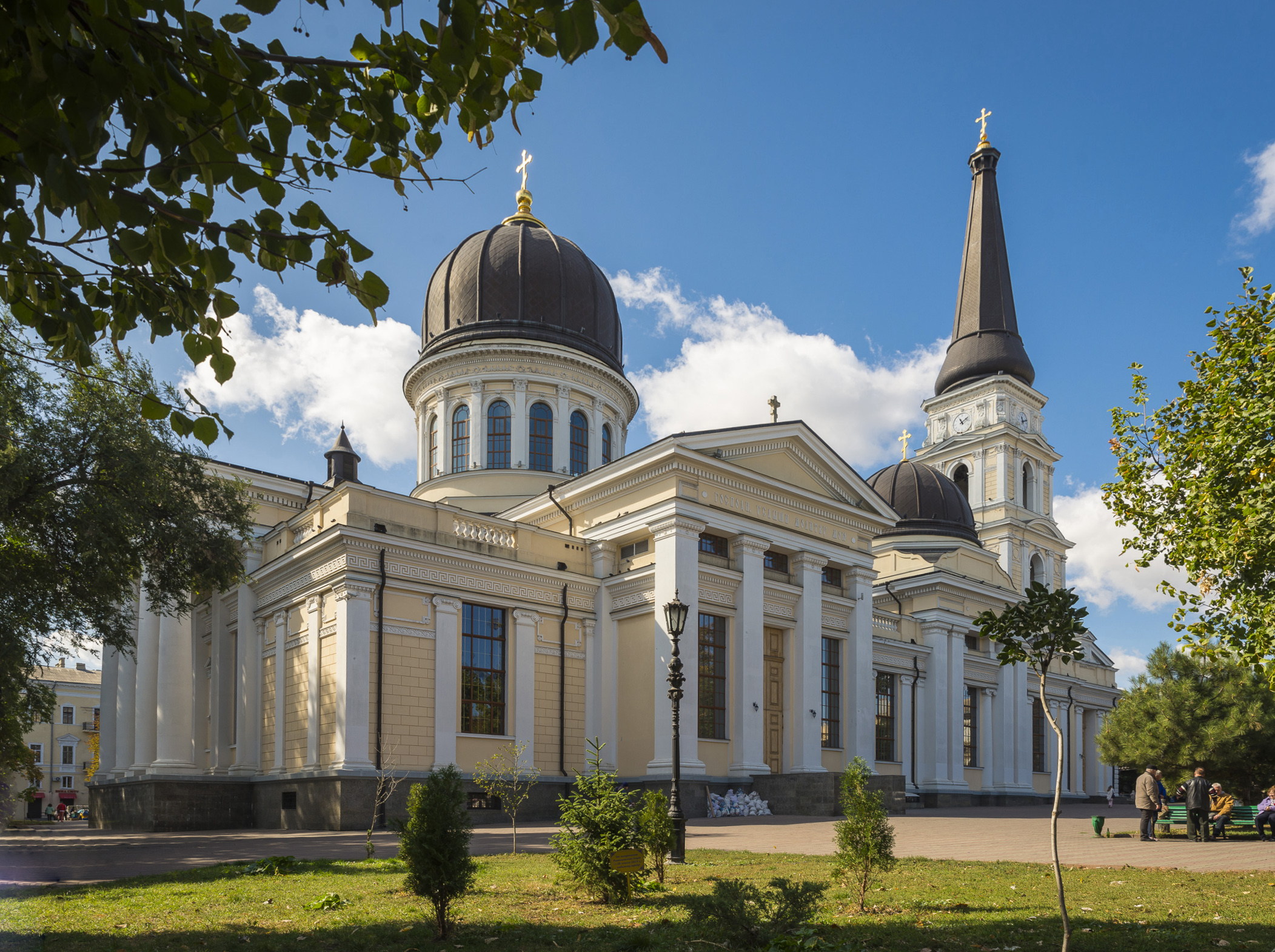
Kristi förklarings katedral i Odessa, Ukraina.